# Psaliodes crassinota
Psaliodes crassinota är en fjärilsart som beskrevs av Paul Dognin 1911. Psaliodes crassinota ingår i släktet Psaliodes och familjen mätare. Inga underarter finns listade i Catalogue of Life.